# Igor' Kolodinskij
Igor' Georgievič Kolodinskij (in russo Игорь Георгиевич Колодинский?; Magdeburgo, 7 luglio 1983) è un giocatore di beach volley e pallavolista russo, nel ruolo di palleggiatore.

## Palmarès

### Pallavolo
- Campionato russo: 3

2002-03, 2003-04, 2004-05
- Coppa di Russia: 1

2003
- Champions League: 2

2002-03, 2003-04
- Challenge Cup: 1

2016-17